# Liste der Abgeordneten für Herne
Diese Liste der Abgeordneten für Herne listet alle Abgeordneten der Stadt Herne auf.

## Europaparlament

| Wahlperiode | Wahlkreis | Landesliste        | Abgeordneter                       | Anmerkungen              |
| ----------- | --------- | ------------------ | ---------------------------------- | ------------------------ |
| 1994        | NRW Herne | Listenplatz 35     | Jutta Haug SPD                     |                          |
| 1999        | NRW Herne | Listenplatz 29     | Jutta Haug SPD                     |                          |
| 1999        | NRW Herne |                    | Renate Sommer CDU                  |                          |
| 2004        | NRW Herne | Listenplatz 14     | Jutta Haug SPD                     |                          |
| 2004        | NRW Herne | Listenplatz NRW 5  | Renate Sommer CDU                  |                          |
| 2009        | NRW Herne | Listenplatz 4      | Jutta Haug SPD Bernhard Rapkay SPD | betreuen Herne gemeinsam |
| 2009        | NRW Herne | Listenplatz NRW 3  | Renate Sommer CDU                  |                          |
| 2009        | NRW Herne | Listenplatz Bund 6 | Jürgen Klute Die Linke             |                          |
| 2014        | NRW Herne | Listenplatz NRW 3  | Renate Sommer CDU                  |                          |

## Reichstag

### Kaiserreich
| Datum                      | Wahlkreis                                                                               | Abgeordneter                                                  | Anmerkungen                   |
| -------------------------- | --------------------------------------------------------------------------------------- | ------------------------------------------------------------- | ----------------------------- |
| 3. März 1871 1871–1874     | Provinz Westfalen – Regierungsbezirk Arnsberg 5 Bochum, Gelsenkirchen, Hattingen, Herne | Wilhelm Loewe Fortschrittliche Volkspartei                    |                               |
| 10. Januar 1874 1874–1877  | Provinz Westfalen – Regierungsbezirk Arnsberg 5 Bochum, Gelsenkirchen, Hattingen, Herne | Wilhelm Loewe Fortschrittliche Volkspartei                    |                               |
| 10. Januar 1877 1877–1878  | Provinz Westfalen – Regierungsbezirk Arnsberg 5 Bochum, Gelsenkirchen, Hattingen, Herne | Wilhelm Loewe Fortschrittliche Volkspartei                    |                               |
| 30. Juli 1878 1878–1881    | Provinz Westfalen – Regierungsbezirk Arnsberg 5 Bochum, Gelsenkirchen, Hattingen, Herne | Wilhelm Loewe Fraktionslos                                    |                               |
| 27. Oktober 1881 1881–1884 | Provinz Westfalen – Regierungsbezirk Arnsberg 5 Bochum, Gelsenkirchen, Hattingen, Herne | Burghard Freiherr von Schorlemer-Alst Zentrum                 |                               |
| 28. Oktober 1884 1884–1887 | Provinz Westfalen – Regierungsbezirk Arnsberg 5 Bochum, Gelsenkirchen, Hattingen, Herne | Gustav Haarmann Fortschrittliche Volkspartei/National-Liberal |                               |
| 21. Februar 1887 1887–1890 | Provinz Westfalen – Regierungsbezirk Arnsberg 5 Bochum, Gelsenkirchen, Hattingen, Herne | Gustav Haarmann Fortschrittliche Volkspartei/National-Liberal |                               |
| 20. Februar 1890 1890–1893 | Provinz Westfalen – Regierungsbezirk Arnsberg 5 Bochum, Gelsenkirchen, Hattingen, Herne | Burghard Freiherr von Schorlemer-Alst Zentrum                 | bis 30. November 1890         |

Wappen des Deutschen Kaiserreiches

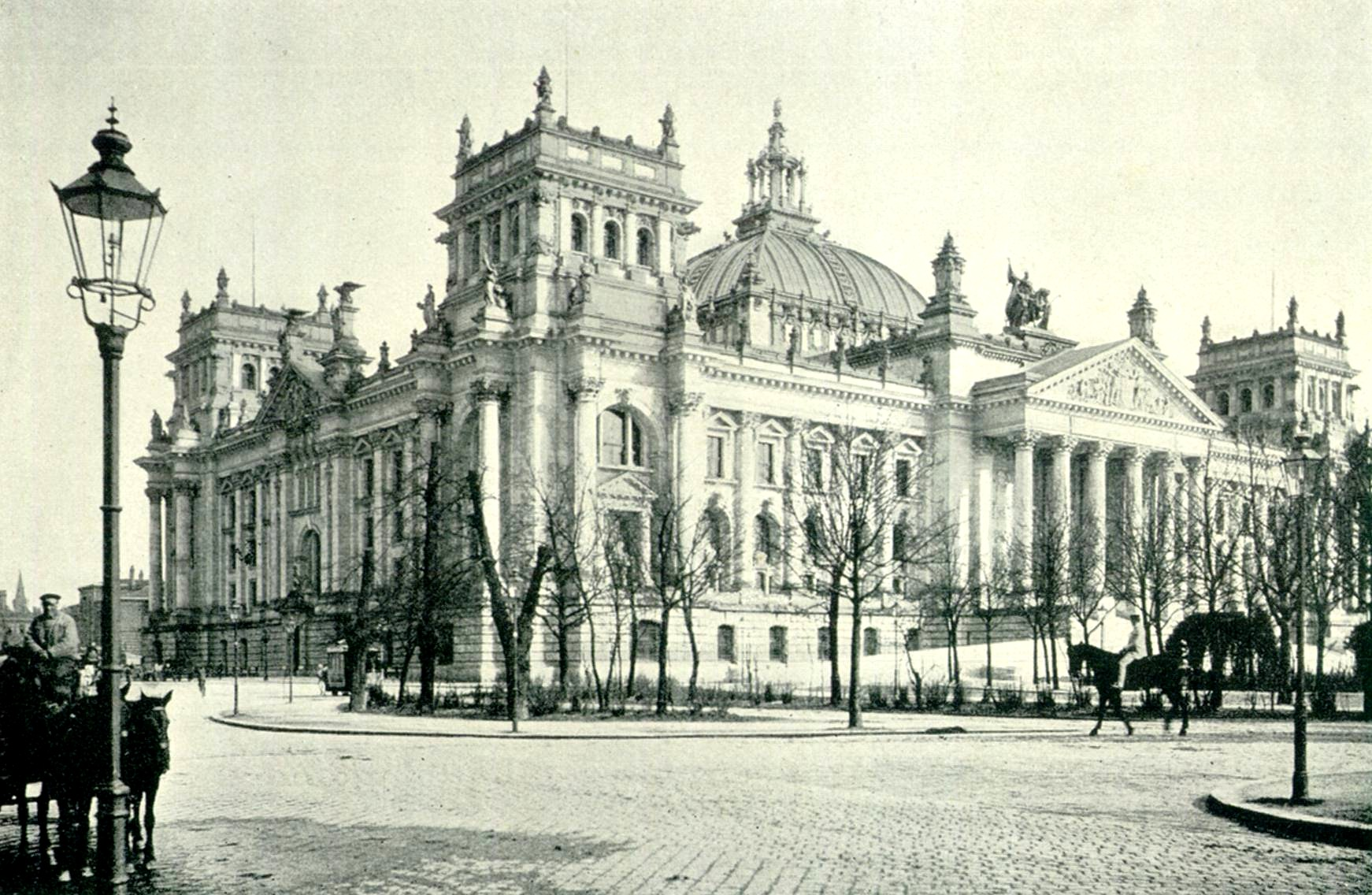
Reichstag zu Berlin

| 20. Februar 1890 1890–1893 |                                                                                         | Hermann Müllensiefen National-Liberal                         | Nachgewählt am 8. Januar 1891 |
| 15. Juni 1893 1893–1898    | Provinz Westfalen – Regierungsbezirk Arnsberg 5 Bochum, Gelsenkirchen, Hattingen, Herne | Eduard Fuchs Zentrum                                          |                               |
| 16. Juni 1898 1898–1903    | Provinz Westfalen – Regierungsbezirk Arnsberg 5 Bochum, Gelsenkirchen, Hattingen, Herne | Hermann Franken National-Liberal                              |                               |
| 16. Juni 1903 1903–1907    | Provinz Westfalen – Regierungsbezirk Arnsberg 5 Bochum, Gelsenkirchen, Hattingen, Herne | Otto Hue SPD                                                  |                               |
| 25. Januar 1907 1907–1912  | Provinz Westfalen – Regierungsbezirk Arnsberg 5 Bochum, Gelsenkirchen, Hattingen, Herne | Otto Hue SPD                                                  | bis 1911                      |
| 12. Januar 1912            | Provinz Westfalen – Regierungsbezirk Arnsberg 5 Bochum, Gelsenkirchen, Hattingen, Herne | Karl Heckmann NVU                                             |                               |

### Nationalversammlung
Bei der Wahl zur Deutschen Nationalversammlung am 19. Januar 1919 gehörte die Stadt Herne zum Wahlkreis 18 Westfalen-Süd, welcher den Regierungsbezirk Arnsberg im Wahlkreisverband VII Westfalen umfasste. Hier wurden 16 Personen aus den Listen gewählt die diesen Wahlkreis repräsentierten.

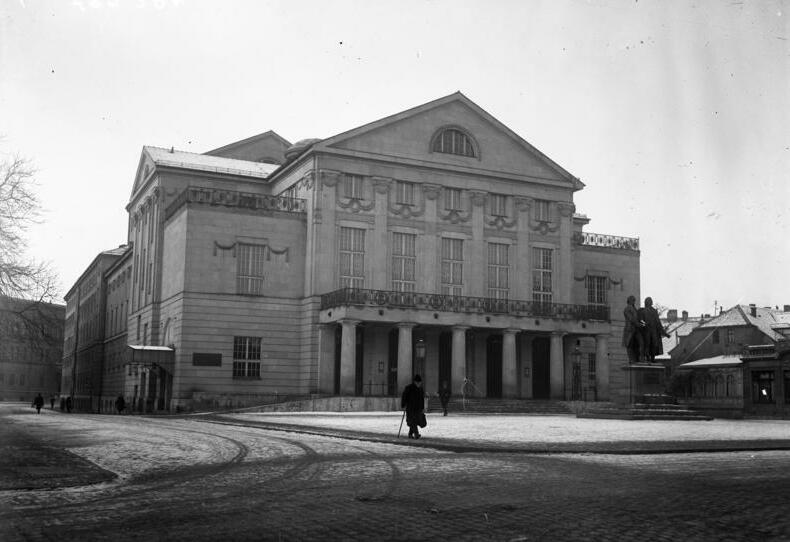
Nationaltheater Weimar

Wappen der Weimarer Republik

| Abgeordneter       | Partei                        | Bemerkungen |
| ------------------ | ----------------------------- | --- |
| Johannes Becker    | Deutsche Zentrumspartei       | Stellvertretender Fraktionsvorsitzender                                                                                           |
| Ewald Budde        | SPD                           | |
| Anton Gilsing      | Deutsche Zentrumspartei       | Geschäftsführer der Partei in Bochum                                                                                              |
| Heinrich Hansmann  | SPD                           | |
| Otto Hue           | SPD                           | Ab Januar 1919 Reichskommissar für die Kohleversorgung.                                                                           |
| Heinrich Imbusch   | Deutsche Zentrumspartei       | |
| Max König          | SPD                           | 1919 erster SPD Regierungspräsident von Arnsberg                                                                                  |
| Hans Liebig        | SPD                           | |
| Reinhard Mumm      | Deutschnationale Volkspartei  | |
| Agnes Neuhaus      | Deutsche Zentrumspartei       | Mitglied des Verfassungsausschusses der Nationalversammlung                                                                       |
| Nikolaus Osterroth | SPD                           | |
| Anton Rheinländer  | Deutsche Zentrumspartei       | |
| Robert Schmidt     | SPD                           | 13. Februar 1919 Ernährungsminister im Kabinett Scheidemann und zusätzlich ab 15. Juli 1919 Wirtschaftsminister im Kabinett Bauer |
| Clara Schuch       | SPD                           | |
| Albert Vögler      | Deutschnationale Volkspartei  | |
| August Winnefeld   | Deutschnationale Volkspartei  | |
| Paul Ziegler       | Deutsche Demokratische Partei | |

### Weimarer Reichstag
Die Stadt Herne gehörte zum Wahlkreis 20 bzw. 18, welcher den Regierungsbezirk Arnsberg umfasste. Von den sechzehn Abgeordneten wurde für die Stadt Herne 1 Abgeordnete gewählt.

Berta Schulz

| Datum                        | Wahlkreis                                            | Abgeordneter          | Anmerkungen              |
| ---------------------------- | ---------------------------------------------------- | --------------------- | ------------------------ |
| 1920 1. WRT                  | 20 Westfalen-Süd Reg.Bez: Arnsberg Stimmbezirk Herne | Berta Schulz          | Nachgerückt ab Juli 1920 |
| Mai 1924                     | 18 Westfalen Süd Reg.Bez:Arnsberg Stimmbezirk Herne  | Maria Backenecker KPD |                          |
| Dezember 1924                | 18 Westfalen Süd Reg.Bez:Arnsberg Stimmbezirk Herne  | Berta Schulz SPD      |                          |
| 20. Mai 1928 1928–1930       | 18 Westfalen Süd Reg.Bez:Arnsberg Stimmbezirk Herne  | Berta Schulz SPD      |                          |
| 14. September 1930 1930–1932 | 18 Westfalen Süd Reg.Bez:Arnsberg Stimmbezirk Herne  | Berta Schulz SPD      |                          |
| 31. Juli 1932                | 18 Westfalen Süd Reg.Bez:Arnsberg Stimmbezirk Herne  | Berta Schulz SPD      |                          |
| 6. November 1932             | 18 Westfalen Süd Reg.Bez:Arnsberg Stimmbezirk Herne  | Berta Schulz SPD      |                          |
| 5. März 1933                 | 18 Westfalen Süd Reg.Bez:Arnsberg Stimmbezirk Herne  | Berta Schulz SPD      |                          |

### Reichstag (Zeit des Nationalsozialismus)
| Datum             | Wahlkreis                                           | Abgeordneter         | Anmerkungen                |
| ----------------- | --------------------------------------------------- | -------------------- | -------------------------- |
| 12. November 1933 | 18 Westfalen Süd Reg.Bez:Arnsberg Stimmbezirk Herne | Albert Meister NSDAP | kein Gegenkandidat möglich |
| 29. März 1936     | 18 Westfalen Süd Reg.Bez:Arnsberg Stimmbezirk Herne | Albert Meister NSDAP | kein Gegenkandidat möglich |
| 10. April 1938    | 18 Westfalen Süd Reg.Bez:Arnsberg Stimmbezirk Herne | Albert Meister NSDAP | kein Gegenkandidat möglich |

## Bundestag

Wappen der Bundesrepublik

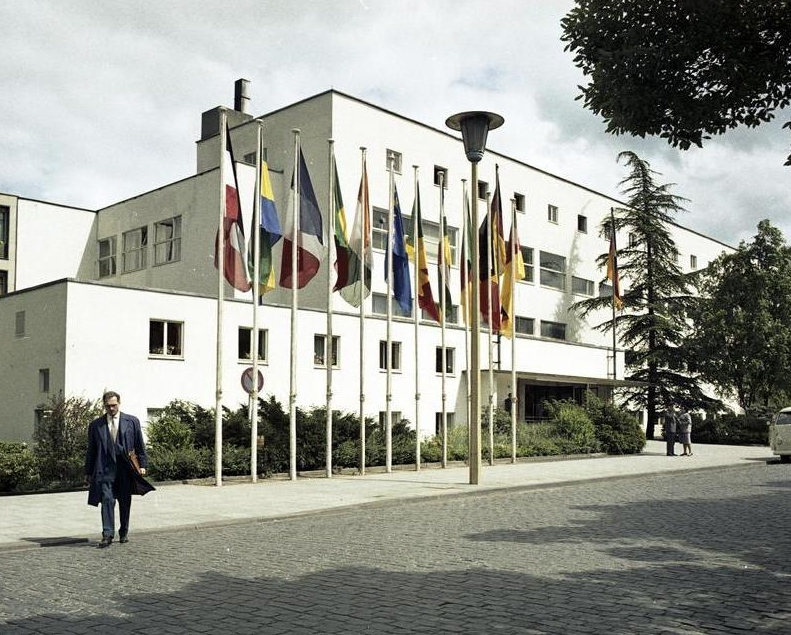
Bundeshaus in Bonn

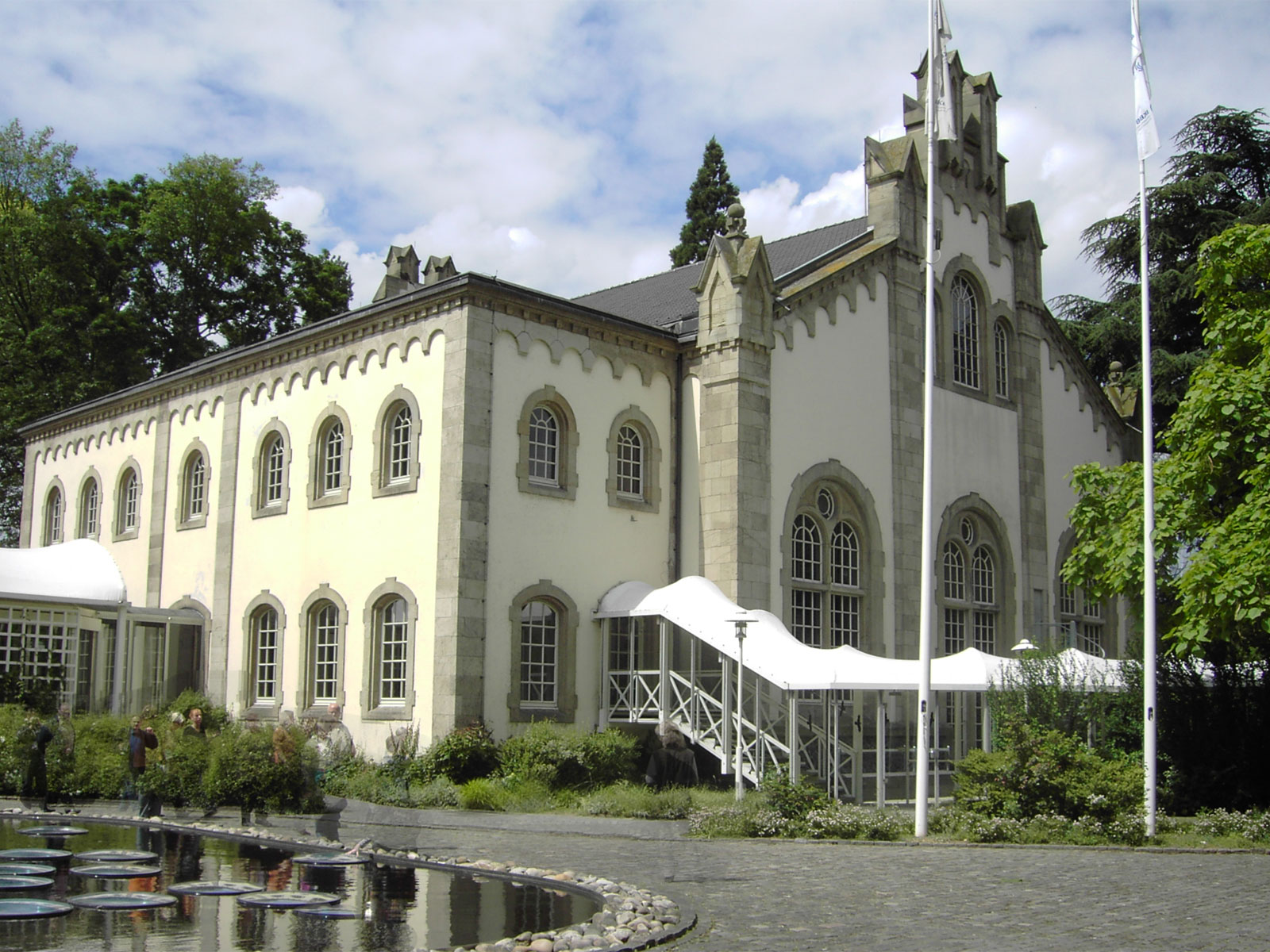
Bundestagsgebäude (Wasserwerk) in Bonn

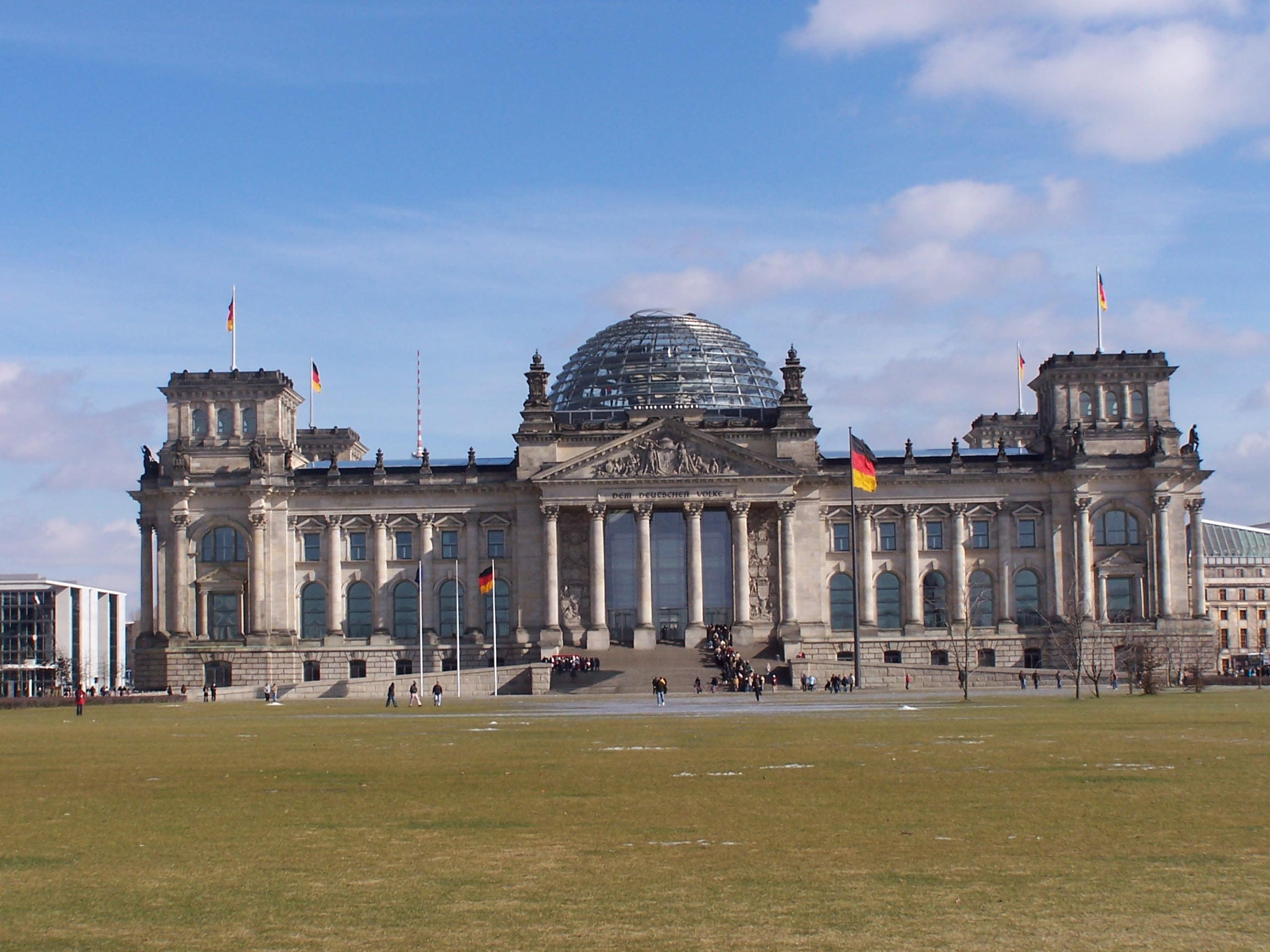
Bundestag im Reichstagsgebäude zu Berlin

Wappen der Stadt Herne
seit 1975

| Wahlperiode               | Wahlkreis                                 | Direkt oder Landesliste | Abgeordneter             | Anmerkungen                                                               |
| ------------------------- | ----------------------------------------- | ----------------------- | ------------------------ | ------------------------------------------------------------------------- |
| 1. Wahlperiode 1949–1953  | 53 Herne – Castrop-Rauxel                 | Direkt                  | Heinrich Imig SPD        |                                                                           |
| 2. Wahlperiode 1953–1957  | 112 Herne – Castrop-Rauxel                | Direkt                  | Friedrich Welskop CDU    |                                                                           |
| 3. Wahlperiode 1957–1961  | 112 Herne – Castrop-Rauxel                | Direkt                  | Ulrich Berger CDU        |                                                                           |
| 4. Wahlperiode 1961–1965  | 111 Herne – Castrop-Rauxel                | Direkt                  | Herbert Kriedemann SPD   |                                                                           |
| 4. Wahlperiode 1961–1965  |                                           | Nachrück                | Ulrich Berger CDU        | ab 22. Dezember 1964                                                      |
| 5. Wahlperiode 1965–1969  | 111 Herne – Castrop-Rauxel                | Direkt                  | Herbert Kriedemann SPD   |                                                                           |
| 5. Wahlperiode 1965–1969  |                                           | Landesliste             | Ulrich Berger CDU        |                                                                           |
| 6. Wahlperiode 1969–1972  | 111 Herne – Castrop-Rauxel                | Direkt                  | Herbert Kriedemann SPD   |                                                                           |
| 6. Wahlperiode 1969–1972  |                                           | Landesliste             | Ulrich Berger CDU        |                                                                           |
| 7. Wahlperiode 1972–1976  | 111 Herne – Castrop-Rauxel                | Direkt                  | Walter Arendt SPD        |                                                                           |
| 7. Wahlperiode 1972–1976  |                                           | Landesliste             | Ulrich Berger CDU        |                                                                           |
| 8. Wahlperiode 1976–1980  | 110 Wanne-Eickel – Wattenscheid           | Direkt                  | Heinz Westphal SPD       |                                                                           |
| 8. Wahlperiode 1976–1980  | 112 Herne – Bochum III                    | Direkt                  | Walter Arendt SPD        |                                                                           |
| 8. Wahlperiode 1976–1980  |                                           | Landesliste             | Ulrich Berger CDU        |                                                                           |
| 9. Wahlperiode 1980–1983  | 102 Herne                                 | Direkt                  | Heinz Westphal SPD       | 28. April bis 1. Oktober 1982 Bundesminister für Arbeit und Sozialordnung |
| 10. Wahlperiode 1983–1987 | 102 Herne                                 | Direkt                  | Heinz Westphal SPD       | Vizepräsident des Deutschen Bundestages                                   |
| 10. Wahlperiode 1983–1987 |                                           | Landesliste             | Norbert Schlottmann CDU  |                                                                           |
| 11. Wahlperiode 1987–1990 | 112 Herne                                 | Direkt                  | Heinz Westphal SPD       | Vizepräsident des Deutschen Bundestages                                   |
| 12. Wahlperiode 1990–1994 | 112 Herne                                 | Direkt                  | Dieter Maaß SPD          |                                                                           |
| 13. Wahlperiode 1994–1998 | 112 Herne                                 | Direkt                  | Dieter Maaß SPD          |                                                                           |
| 14. Wahlperiode 1998–2002 | 112 Herne – Bochum III                    | Direkt                  | Dieter Maaß SPD          |                                                                           |
| 14. Wahlperiode 1998–2002 |                                           | Landesliste             | Ingrid Fischbach CDU     |                                                                           |
| 15. Wahlperiode 2002–2005 | 142 Herne – Bochum II                     | Direkt                  | Gerd Bollmann SPD        |                                                                           |
| 15. Wahlperiode 2002–2005 |                                           | Landesliste             | Ingrid Fischbach CDU     |                                                                           |
| 16. Wahlperiode 2005–2009 | 142 Herne – Bochum II                     | Direkt                  | Gerd Bollmann SPD        |                                                                           |
| 16. Wahlperiode 2005–2009 |                                           | Landesliste             | Ingrid Fischbach CDU     |                                                                           |
| 17. Wahlperiode 2009–2013 | 142 Herne – Bochum II                     | Direkt                  | Gerd Bollmann SPD        |                                                                           |
| 17. Wahlperiode 2009–2013 |                                           | Landesliste             | Ingrid Fischbach CDU     | stellvertretende Fraktionsvorsitzende                                     |
| 18. Wahlperiode 2013–2017 | 142 Herne – Bochum II                     | Direkt                  | Michelle Müntefering SPD |                                                                           |
| 18. Wahlperiode 2013–2017 |                                           | Landesliste Platz 3     | Ingrid Fischbach CDU     | Parlamentarische Staatssekretärin beim Bundesminister für Gesundheit      |
| 19. Wahlperiode 2017–2021 | Bundestagswahlkreis 142 Herne – Bochum II | Direkt                  | Michelle Müntefering SPD | Staatsministerin im Auswärtigen Amt.                                      |
| 19. Wahlperiode 2017–2021 |                                           | Landesliste             | Paul Ziemiak CDU         | Bundesgeschäftsführer der CDU Deutschlands                                |
| 20. Wahlperiode 2021–2025 | Bundestagswahlkreis 141 Herne -Bochum II  | Direkt                  | Michelle Müntefering SPD |                                                                           |

## Preußischer Landtag

Wappen des Königreich Preußen

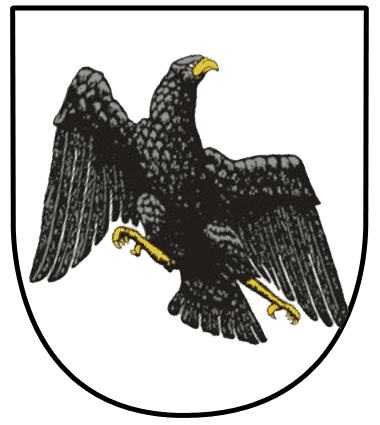
Wappen des Preußischen Freistaates

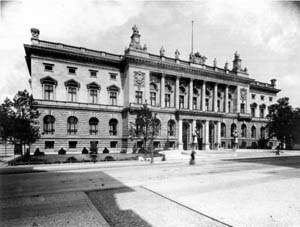
Preußischer Landtag zu Berlin um 1900

Preußisches Abgeordnetenhaus: Zweite Kammer des Preußischen Landtages:
| Datum           | Wahlkreis  | Abgeordneter                                             | Anmerkungen       |
| --------------- | ---------- | -------------------------------------------------------- | ----------------- |
| 1 LP 1849–1849  | Arnsberg 5 |                                                          |                   |
| 2 LP 1849–1852  | Arnsberg 5 |                                                          |                   |
| 3 LP 1852–1855  | Arnsberg 5 |                                                          |                   |
| 4 LP 1855–1858  | Arnsberg 5 |                                                          |                   |
| 5 LP 1859–1861  | Arnsberg 5 |                                                          |                   |
| 6 LP 1862–1862  | Arnsberg 5 |                                                          |                   |
| 7 LP 1862–1863  | Arnsberg 5 |                                                          |                   |
| 8 LP 1863–1866  | Arnsberg 5 | Louis Constanz Berger Fortschrittspartei/Nationalliberal |                   |
| 9 LP 1866–1867  | Arnsberg 5 | Louis Constanz Berger Fortschrittspartei/Nationalliberal |                   |
| 10 LP 1867–1870 | Arnsberg 5 | Louis Constanz Berger Fortschrittspartei/Nationalliberal |                   |
| 11 LP 1870–1873 | Arnsberg 5 | Louis Constanz Berger Fortschrittspartei/Nationalliberal |                   |
| 12 LP 1873–1876 | Arnsberg 5 | Louis Constanz Berger Fortschrittspartei/Nationalliberal |                   |
| 13 LP 1877–1879 | Arnsberg 5 | Louis Constanz Berger Fortschrittspartei/Nationalliberal |                   |
| 14 LP 1879–1882 | Arnsberg 5 | Hugo Schultz Nationalliberal                             | ab 1880           |
| 15 LP 1882–1885 | Arnsberg 5 |                                                          |                   |
| 16 LP 1886–1888 | Arnsberg 5 | Hugo Schultz Nationalliberal                             | ab 1887           |
| 17 LP 1889–1893 | Arnsberg 5 | Hugo Schultz Nationalliberal                             |                   |
| 18 LP 1894–1898 | Arnsberg 5 | Hugo Schultz Nationalliberal                             |                   |
| 19 LP 1899–1903 | Arnsberg 5 | Hugo Schultz Nationalliberal                             |                   |
| 20 LP 1903–1908 | Arnsberg 5 | Hugo Schultz Nationalliberal                             | bis 16. Juni 1904 |
| 20 LP 1903–1908 | Arnsberg 5 | Theodor Schmieding Nationalliberal                       | ab 16. Juni 1904  |
| 21 WP 1908–1913 | Arnsberg 5 | Gustav Haarmann Nationalliberal                          | bis 5. Mai 1911   |
| 22 WP 1913–1918 | Arnsberg 5 | Otto Hue SPD                                             |                   |
| Freistaat       |            |                                                          |                   |
| 1 WP 1921–1924  |            | Gustav Sobottka KP                                       |                   |
| 2 WP 1924–1928  |            | Gustav Sobottka KP                                       |                   |
| 3 WP 1928–1932  |            | Gustav Sobottka KP                                       |                   |
| 4 WP 1932–1933  |            | Ewald Kaiser SPD                                         |                   |
| 5. März 1933    |            | Albert Meister NSDAP                                     |                   |

## Provinzlandtag Westfalen

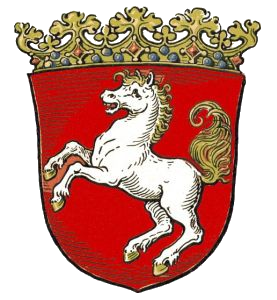
Wappen der Provinz Westfalen bis 1919

| Wahlkreis | Abgeordnetenzeiten | Abgeordneter       | Anmerkungen |
| --------- | ------------------ | ------------------ | ----------- |
| Herne     |                    | Viktor Niewiesch   | (* 1877)    |
| Herne     |                    | Wilhelm Clermont   | (1893–1942) |
| Herne     |                    | Friedrich Cremer   | (1836–1924) |
| Herne     |                    | Robert Brauner SPD |             |
| Herne     |                    | Konrad Finke       | (* 1925)    |

## Landtag von Nordrhein-Westfalen

Wappen von Nordrhein-Westfalen

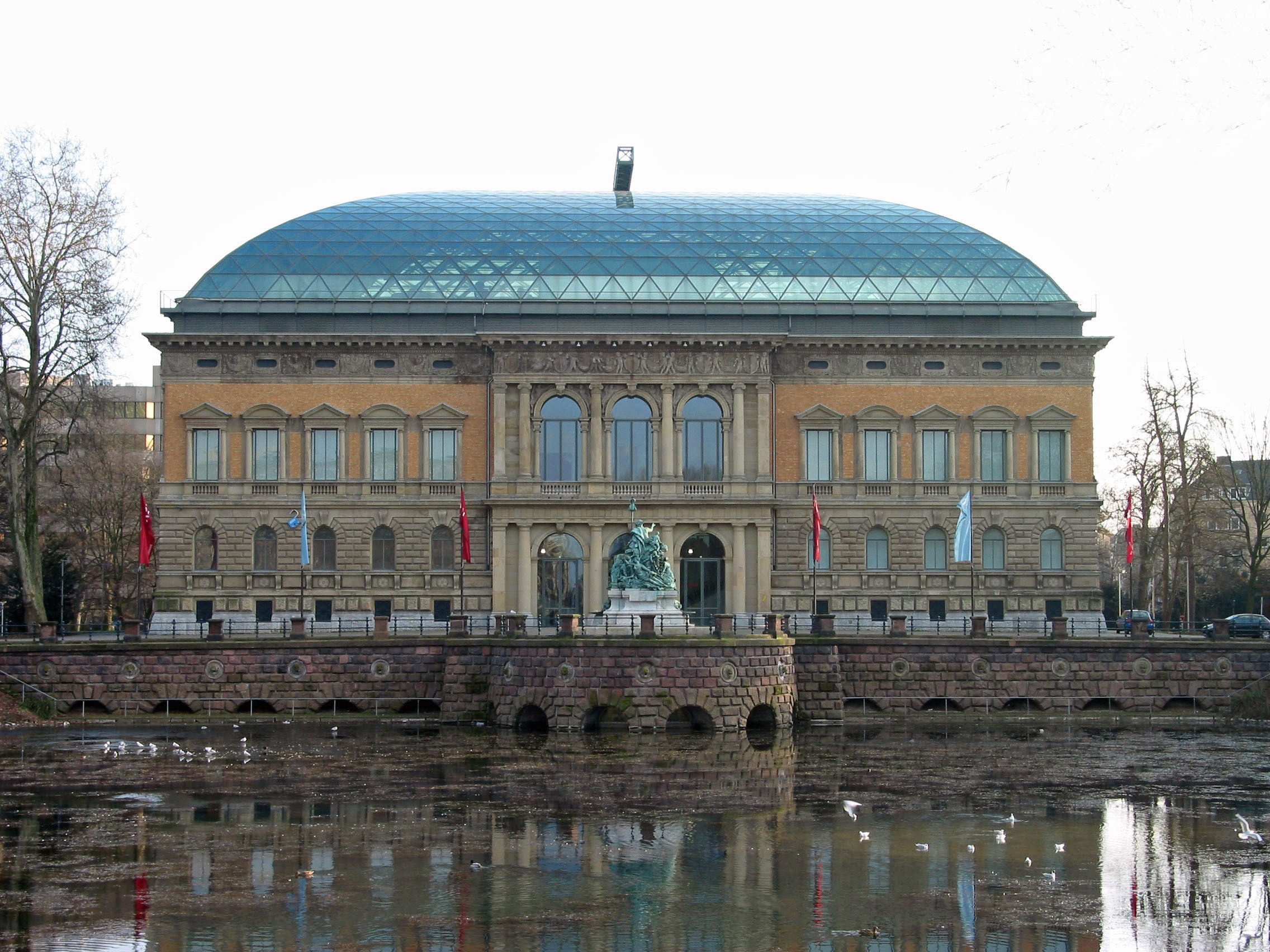
Ständehaus Düsseldorf
Sitz des Landtages von Nordrhein-Westfalen bis Oktober 1988

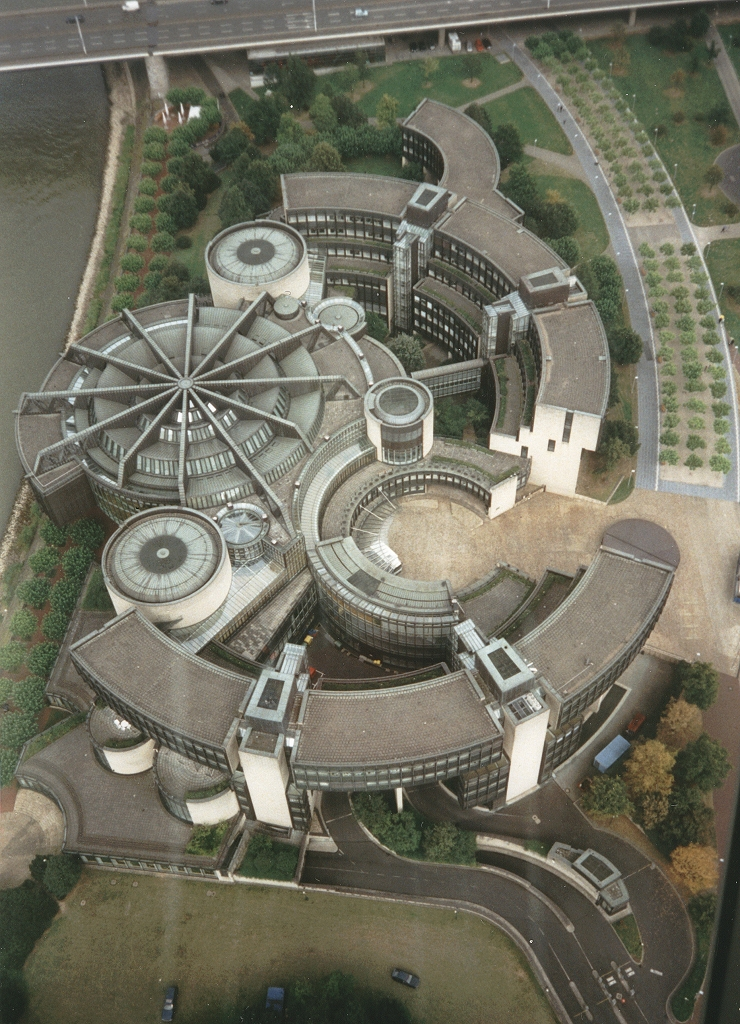
Landtag von Nordrhein-Westfalen

| Wahlperiode               | Wahlkreis                 | Direkt oder Landesliste | Abgeordneter               | Anmerkungen                    |
| ------------------------- | ------------------------- | ----------------------- | -------------------------- | ------------------------------ |
| 1. Wahlperiode 1947–1950  | 99 Wanne-Eickel           | Direkt                  | Franz Hruska, SPD          |                                |
| 1. Wahlperiode 1947–1950  | 100 Herne                 | Direkt                  | Josef Walter SPD           |                                |
| 2. Wahlperiode 1950–1954  | 99 Wanne-Eickel           | Direkt                  | Franz Hruska, SPD          |                                |
| 2. Wahlperiode 1950–1954  | 100 Herne                 | Direkt                  | Josef Walter SPD           |                                |
| 3. Wahlperiode 1954–1958  | 99 Wanne-Eickel           | Direkt                  | Paul Marziniak, SPD        |                                |
| 3. Wahlperiode 1954–1958  | 100 Herne                 | Direkt                  | Erich Schönewolf SPD       |                                |
| 3. Wahlperiode 1954–1958  |                           | Nachrück                | Ulrich Berger CDU          | 3. April bis 12. Juli 1958     |
| 4. Wahlperiode 1958–1962  | 99 Wanne-Eickel           | Direkt                  | Paul Marziniak, SPD        |                                |
| 4. Wahlperiode 1958–1962  | 100 Herne                 | Direkt                  | Erich Schönewolf SPD       |                                |
| 5. Wahlperiode 1962–1966  | 99 Wanne-Eickel           | Direkt                  | Paul Marziniak, SPD        |                                |
| 5. Wahlperiode 1962–1966  | 100 Herne                 | Direkt                  | Erich Schönewolf SPD       |                                |
| 6. Wahlperiode 1966–1970  | 102 Wanne-Eickel          | Direkt                  | Paul Marziniak, SPD        |                                |
| 6. Wahlperiode 1966–1970  | 100 Herne                 | Direkt                  | Erich Schönewolf SPD       |                                |
| 7. Wahlperiode 1970–1975  | 102 Wanne-Eickel          | Direkt                  | Helmut Hellwig SPD         |                                |
| 7. Wahlperiode 1970–1975  | 128 Herne                 | Direkt                  | Willi Pohlmann SPD         |                                |
| 7. Wahlperiode 1970–1975  |                           | Landesliste             | Norbert Schlottmann CDU    |                                |
| 8. Wahlperiode 1975–1980  | 102 Wanne-Eickel          | Direkt                  | Helmut Hellwig SPD         |                                |
| 8. Wahlperiode 1975–1980  | 128 Herne I               | Direkt                  | Willi Pohlmann SPD         |                                |
| 8. Wahlperiode 1975–1980  |                           | Landesliste             | Norbert Schlottmann CDU    |                                |
| 9. Wahlperiode 1980–1985  | 128 Herne I               | Direkt                  | Willi Pohlmann SPD         |                                |
| 9. Wahlperiode 1980–1985  | 129 Herne II              | Direkt                  | Helmut Hellwig SPD         |                                |
| 9. Wahlperiode 1980–1985  |                           | Landesliste             | Norbert Schlottmann CDU    | ausgeschieden am 30. März 1983 |
| 10. Wahlperiode 1985–1990 | 128 Herne I               | Direkt                  | Willi Pohlmann SPD         |                                |
| 10. Wahlperiode 1985–1990 | 129 Herne II              | Direkt                  | Helmut Hellwig SPD         |                                |
| 10. Wahlperiode 1985–1990 |                           | Landesliste             | Günter Knefelkamp CDU      |                                |
| 11. Wahlperiode 1990–1995 | 128 Herne I               | Direkt                  | Gabriele Gorcitza SPD      |                                |
| 11. Wahlperiode 1990–1995 | 129 Herne II              | Direkt                  | Helmut Hellwig SPD         |                                |
| 11. Wahlperiode 1990–1995 |                           | Landesliste             | Karin Hussing CDU          |                                |
| 12. Wahlperiode 1995–1999 | 128 Herne I               | Direkt                  | Gabriele Gorcitza SPD      |                                |
| 12. Wahlperiode 1995–1999 | 127 Bochum III – Herne II | Direkt                  | Frank Sichau SPD           |                                |
| 12. Wahlperiode 1995–1999 |                           | Landesliste             | Karin Hussing CDU          | bis zum 1. August 1999         |
| 13. Wahlperiode 1999–2005 | 127 Herne I – Bochum IV   | Direkt                  | Gabriele Gorcitza SPD      |                                |
| 13. Wahlperiode 1999–2005 | 128 Herne I               | Direkt                  | Frank Sichau SPD           |                                |
| 13. Wahlperiode 1999–2005 | 127 Bochum III – Herne II | Direkt                  | Birgit Fischer SPD         |                                |
| 14. Wahlperiode 2005–2010 | 109 Bochum III – Herne II | Direkt                  | Birgit Fischer SPD         | bis 11. Mai 2007               |
| 14. Wahlperiode 2005–2010 | 110 Herne I               | Direkt                  | Frank Sichau SPD           |                                |
| 15. Wahlperiode 2010–2012 | 109 Bochum III – Herne II | Direkt                  | Serdar Yüksel SPD          |                                |
| 15. Wahlperiode 2010–2012 | 110 Herne I               | Direkt                  | Alexander Vogt SPD         |                                |
| 15. Wahlperiode 2010–2012 |                           | Landesliste             | Bärbel Beuermann die Linke |                                |
| 16. Wahlperiode 2012–2017 | 109 Bochum III – Herne II | Direkt                  | Serdar Yüksel SPD          |                                |
| 16. Wahlperiode 2012–2017 | 110 Herne I               | Direkt                  | Alexander Vogt SPD         |                                |
| 16. Wahlperiode 2012–2017 |                           | Landesliste             | Thomas Nückel FDP          | Platz 16                       |
| 17. Wahlperiode 2017–2022 | 109 Bochum III – Herne II | Direkt                  | Serdar Yüksel SPD          |                                |
| 17. Wahlperiode 2017–2022 | 110 Herne I               | Direkt                  | Alexander Vogt SPD         |                                |
| 17. Wahlperiode 2017–2022 |                           | Landesliste             | Thomas Nückel FDP          | Listenplatz                    |
| 18. Wahlperiode 2022–2027 | 110 Herne                 | Direkt                  | Alexander Vogt SPD         |                                |